# Буріння другого стовбура
Буріння другого стовбура (рос. бурение второго ствола; англ. sidetracking; нім. Bohren n der zweiten Saule f) — бурові роботи, в результаті яких, окрім основного стовбура свердловини, буриться додатковий; при цьому основний і додатковий стовбури мають спільне гирло.
Б.д.с. здійснюється з метою розкриття продуктивних відкладів згідно з заданими координатами (у випадку, якщо перший стовбур з технічних причин це завдання не виконав) або охоплення свердловиною іншої, менш дренованої частини пласта.